# Scaptia
Scaptia es un género de dípteros tabánidos.

## Especies
- Scaptia auriflua (Donovan, 1805)
- Scaptia bancrofti (Austen, 1912)
- Scaptia beyonceae
- Scaptia brevirostris (Macquart, 1850)
- Scaptia dorsoguttata (Macquart, 1850)
- Scaptia guttata (Donovan, 1805)
- Scaptia lata (Guérin-Meneville, 1835)
- Scaptia lerda (Walker, 1850)
- Scaptia monticola Mackerras, 1960
- Scaptia orientalis Mackerras, 1960
- Scaptia pulchra (Ricardo, 1915)
- Scaptia quadrimacula (Walker, 1848)
- Scaptia tricolor (Walker, 1848)
- Scaptia violacea (Macquart, 1850)